# Guy Mukasa Sanon
Guy Mukasa Sanon (ur. 14 września 1968 w Toussianie) – burkiński duchowny rzymskokatolicki, w latach 2019–2025 rektor seminarium duchownego w Wagadugu, biskup Nouny od 2025.

## Życiorys
Studiował teologię i filozofię w wyższych seminariach duchownych w Wagadugu i w Bobo-Dioulasso. Święcenia kapłańskie przyjął 14 lipca 1996 i został inkardynowany do archidiecezji Bobo-Dioulasso. Posługiwał jako duszpasterz parafialny, m.in. jako proboszcz katedry w Bobo-Dioulasso. Uzyskał doktorat z filozofii na Katolickim Uniwersytecie w Lowanium. W latach 2016–2019 był formatorem i wykładowcą filozofii w Wyższym Seminarium Duchownym Saint Pierre-Saint Paul w Wagadugu, a od 2019 rektorem tego seminarium.
25 stycznia 2025 papież Franciszek mianował go biskupem diecezjalnym Nouny. Sakry udzielił mu 3 maja 2025 biskup Joseph Sama.